# 千年メダル
「千年メダル」（せんねん-）は、日本のロックバンド、THE HIGH-LOWSの9枚目のシングル。1998年4月29日発売。発売元はキティ。

## 内容
ハイロウズの中では珍しいストレートなラブソングに仕上がっている。
ジャケットデザインは以前から親交の深いダウンタウンの松本人志が担当。

## 収録曲目
| 全編曲: THE HIGH-LOWS。 |                    |            |            |      |
| #                       | タイトル           | 作詞       | 作曲       | 時間 |
| 1.                      | 「千年メダル」     | 甲本ヒロト | 甲本ヒロト | 4:48 |
| 2.                      | 「ジョーカーマン」 | 甲本ヒロト | 甲本ヒロト | 2:48 |
| 合計時間:               | 合計時間:          | 合計時間:  | 合計時間:  | 7:36 |

## 楽曲解説
1. 千年メダル
NHK-BS2 真夜中の王国オープニングテーマ
2. ジョーカーマン